# Korbel Champagne Cellars

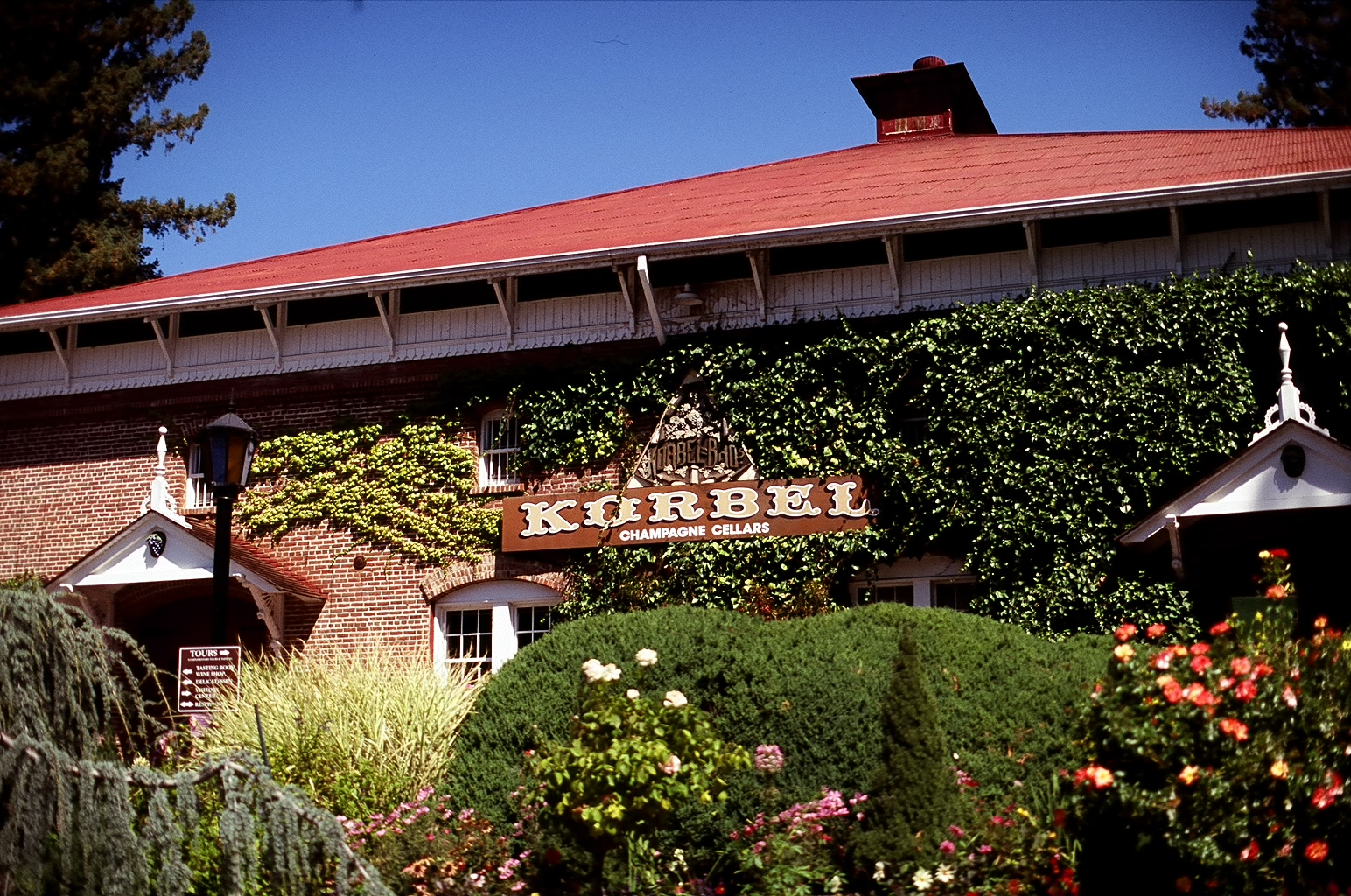
Vinařské závody Korbel v Kalifornii.

Korbel Champagne Cellars (česky Vinařské závody Korbel) je společnost zabývající se výrobou vína. Společnost sídlí v kalifornském městě Guerneville. Nejrozšířenějším produktem společnosti je sekt. Společnost je divizí společnosti F. Korbel Brothers, Inc., která vyrábí také brandy a klasické víno.

## Historie
Firmu Korbel Champagne Cellars založili v roce 1882 tři čeští bratři František, Anton a Josef Korbel. V roce 1954 firmu koupil Adolph Heck. Jeho syn Gary se ujal vedení firmy v roce 1984 a od té doby vzrostla produkce z 150 000 na 1,3 milionu beden ročně. V roce 2011 byla firma Korbel Champagne Cellars 12. největší producent vína ve Spojených státech amerických.

## Produkty

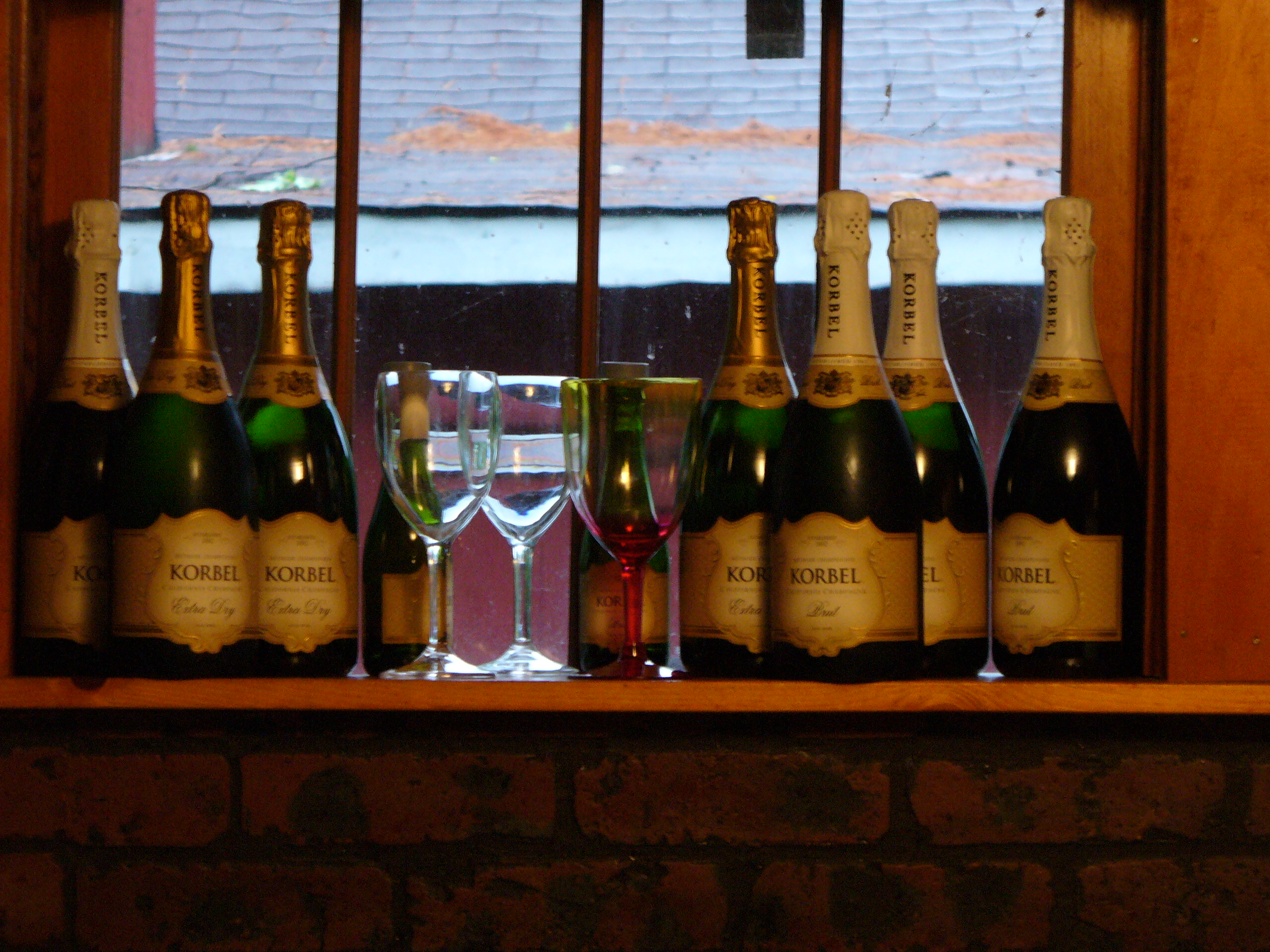
Šampaňské společnosti Korbel Champagne Cellars

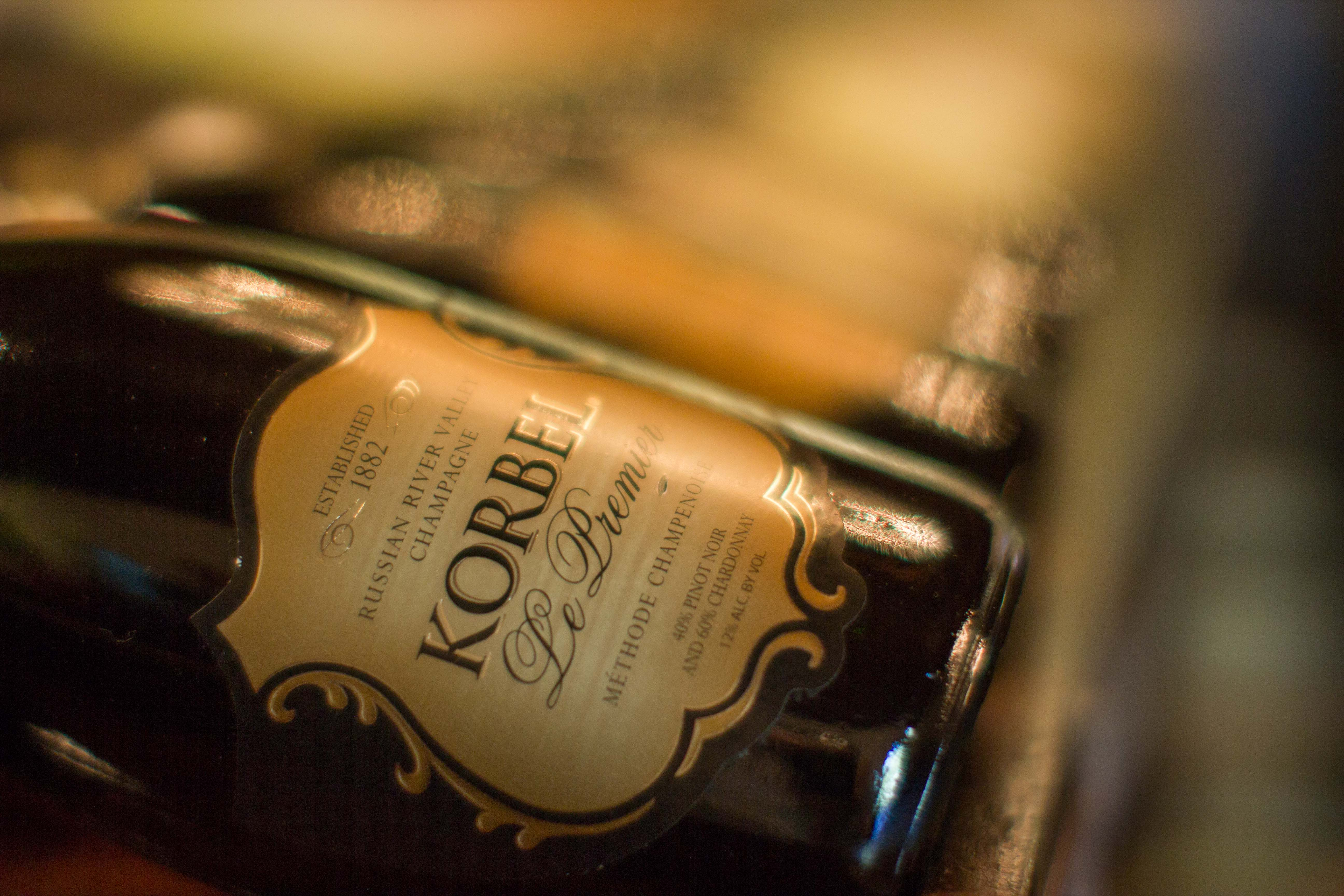
Šampaňské Korbel Champagne Cellars na polici ve výrobně

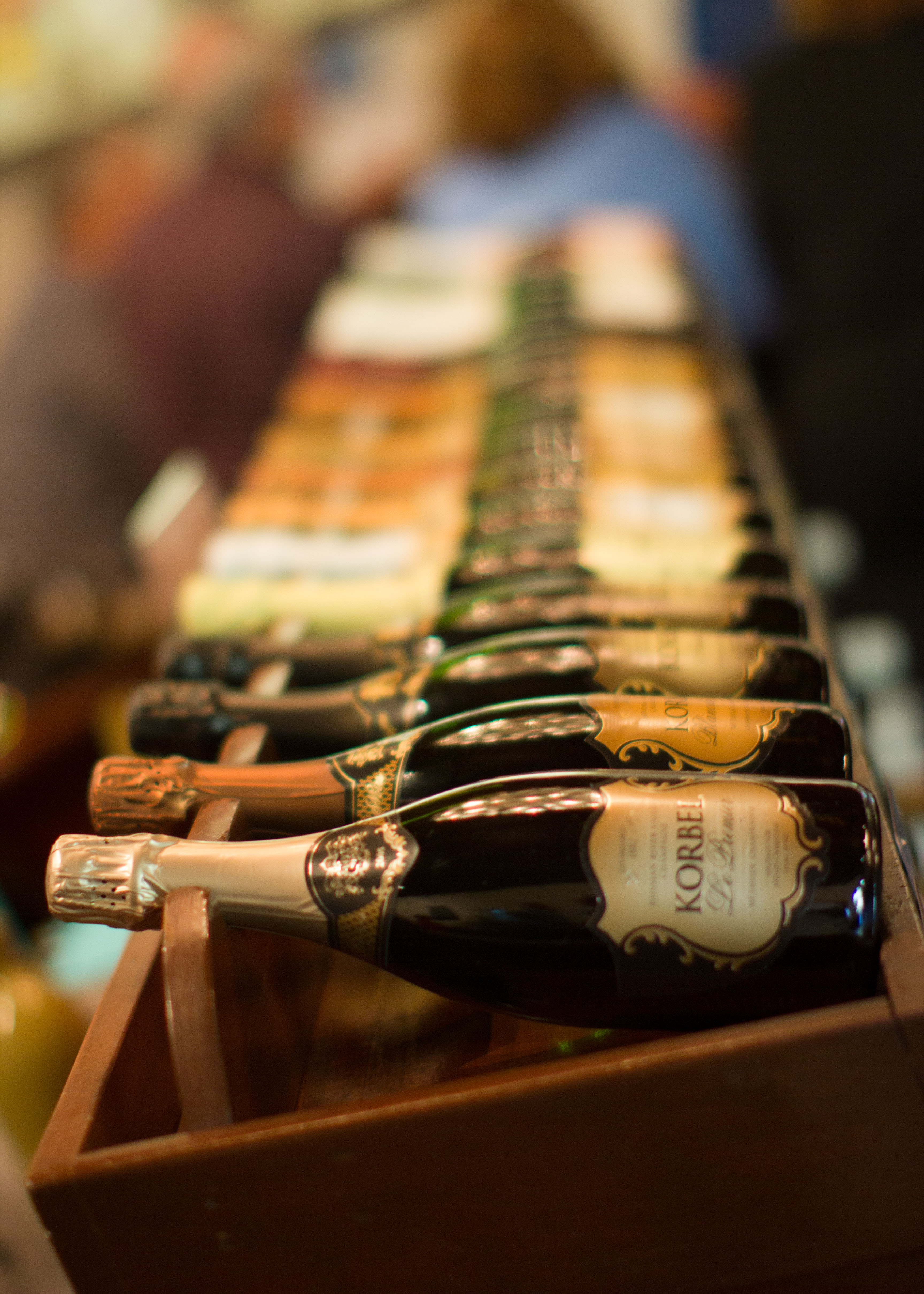
Police ve společnosti Korbel Champagne Cellars se šampaňským

Korbel Champagne Cellars pro svůj sekt používá název šampaňské jako část názvu produktu na některých svých etiketách. Vychází tím z "téměř standardního" pravidla pro použití tohoto termínu podle zákona Spojených států amerických. Na svém webu firma Korbel Champagne Cellars sebe nazývá producers of fine California méthode champenoise champagnes for 129 years (výrobce kvalitního kalifornského šampaňského již 129 let).
Společnost Korbel Champagne Cellars vyrábí také brandy a klasická vína. Mezi použité obchodní značky patří Kenwood, Valley of the Moon, Lake Sonoma Winery a Pininfarina. Společnost F. Korbel & Bros. je soukromá firma vlastněna a provozována rodinou Hecků. Velkým distributorem vína společnosti Korbel Champagne Cellars ve Spojených státech amerických je společnost Brown-Forman.

## Popularita
Šumivá vína Korbel Champagne Cellars byla podávaná na 7 inauguracích prezidentů USA, včetně let 2009 a 2017.
Brandy společnosti Korbel Champagne Cellars má velkou popularitu a velký odbyt zejména ve státě Wisconsin, kde se prodá asi 28 % celkové produkce brandy.